# Tico Torres

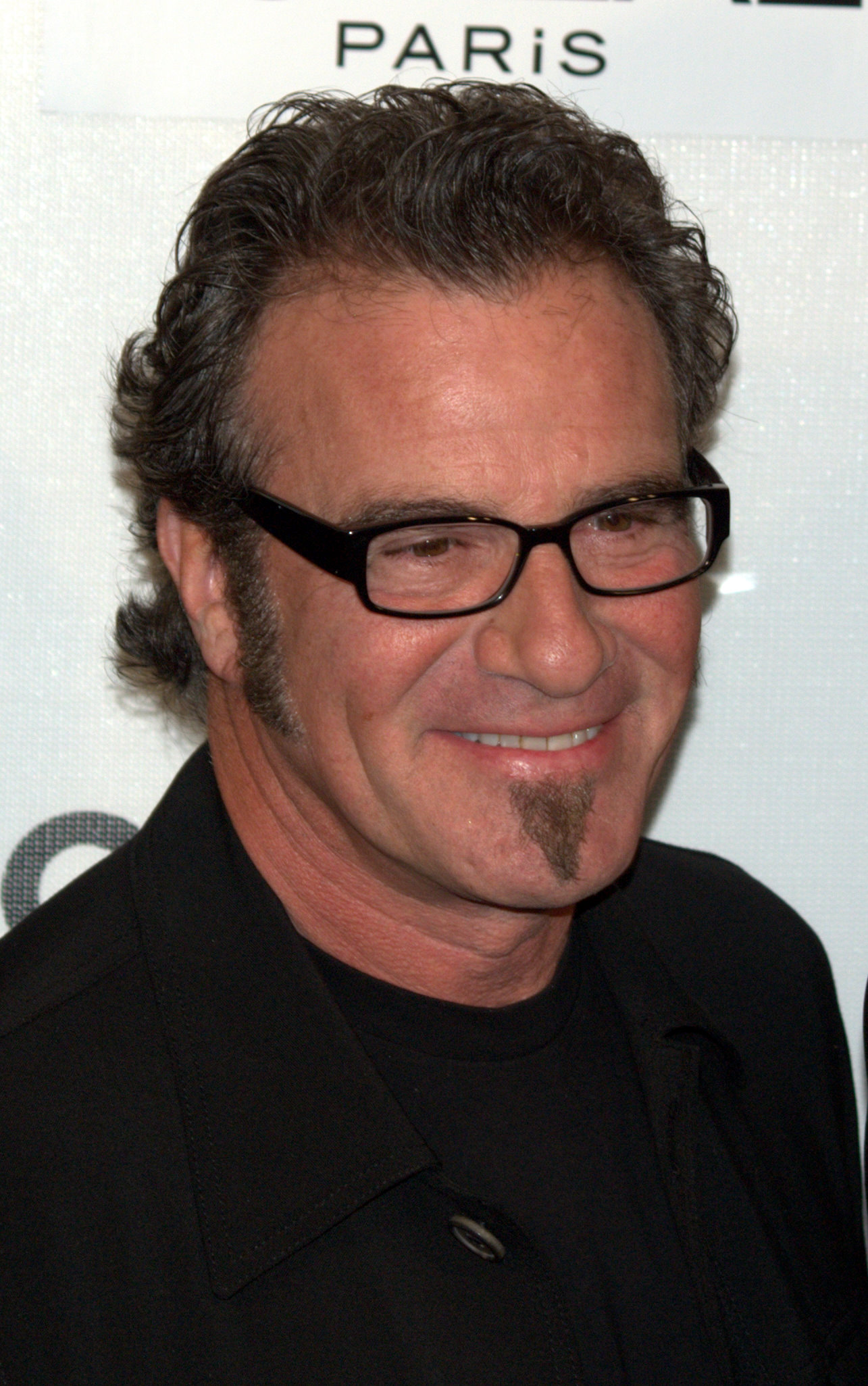
Tico Torres beim Tribeca Film Festival 2009

Tico Torres (* 7. Oktober 1953 in New York City, USA als Hector Samuel Juan Torres) ist ein US-amerikanischer Musiker, Maler und Bildhauer. Seit 1984 ist er Schlagzeuger der Rockband Bon Jovi.

## Leben
Tico Torres wurde in New York als Sohn kubanischer Einwanderer geboren, wuchs jedoch in Iselin im US-Bundesstaat New Jersey auf. Aufgrund seiner Abstammung spricht er neben Englisch auch fließend Spanisch.
Nach der Schule begann er zunächst eine Ausbildung als Tischler. Diese wurde aber schnell zu Gunsten der Musik aufgegeben. Bevor er Bandmitglied bei Bon Jovi wurde, war Torres bereits ein erfolgreicher (Studio-)Musiker und arbeitete unter anderem mit Chuck Berry, Miles Davis, Cher oder Pat Benatar zusammen. Insgesamt hat er an 26 Alben mitgewirkt, bevor er Mitglied bei Bon Jovi wurde.
Seit 1984 ist Tico Torres Schlagzeuger der Band Bon Jovi und gehört damit zur Stammbesetzung der Band. Der Kontakt kam über den langjährigen Bassisten von Bon Jovi, Alec John Such zustande, mit dem Torres befreundet war. Obwohl die meisten Lieder der Band von Jon Bon Jovi und Richie Sambora geschrieben werden, hat Tico Torres durch seine Drum- und Percussionarrangements erheblich zum typischen Sound der Band beigetragen und ihren Stil mitgeprägt.
Tico Torres benutzt in der Regel ein Drumkit von Pearl Drums. Auf der 2013er "Because We Can "- Tour spielte Tico ein DW-Drumkit. Weiterhin benutzt er Produkte von Paiste, Easton Ahead, Remo Powerstroke und Coated Emperors. Viele Bestandteile seines Drumkits hat er immer wieder weiterentwickelt, und so gibt es heute bei Pearl Drums oder Easton Ahead eigene Produktlinien, die seinen Namen tragen. Mitte der 80er Jahre entstand außerdem "Drumming Essentials", ein Lernvideo für Schlagzeuger, in dem Torres verschiedene Schlagzeugtechniken und Übungen erklärt.
Anfang der 1990er Jahre begann Tico Torres zu malen und entdeckte die Bildhauerei für sich. Vom Stil her erinnern viele seiner Stücke an die deutschen Expressionisten. Erste Ausstellungen in New York und Miami 1994/95 wurden zu großen Erfolgen. Heute ist Torres ein anerkannter zeitgenössischer Maler und Bildhauer, dessen Werke Preise um 12.000 $ erzielen.
2005 brachte er seine eigene Kinder-Mode-Kollektion namens Rock Star Baby (RSB) heraus. Neben Kinderkleidung entwickelte er hier unter gleichem Label eine eigene Silberschmuck-Kollektion und Kindermöbel. Auf der Möbelmesse in Köln im Januar 2006 war seine Möbelkollektion für einen Award nominiert.
Tico Torres ist ein versierter Golfer und nimmt häufig an Wohltätigkeits-Golf-Turnieren teilt. Zu seinen weiteren Hobbys zählt die Fliegerei: Torres ist Inhaber einer Privatpilotenlizenz.
Tico Torres ist zum dritten Mal verheiratet. Seine erste Ehe mit Sharon Torres wurde 1985 geschieden. 1995 verlobte er sich mit dem tschechischen Model Eva Herzigová, am 7. September 1996 folgte die Hochzeit in Sea Brights, NJ, bei der die Bandkollegen Jon Bon Jovi und Richie Sambora Trauzeugen waren. Die Ehe wurde 1999 geschieden. Am 24. September 2001 heiratete Tico Torres Maria Alejandra Marquez, der gemeinsame Sohn Hector Alexander wurde am 10. Januar 2004 geboren.